# Клоси, Бильбиль
Бильбиль Клоси (алб. Bilbil Klosi; 25 января 1915, Клос — 22 ноября 1978, Тирана) — албанский коммунистический политик и юрист, член ЦК АПТ, в 1951—1966 — министр юстиции, в 1966—1973 — секретарь президиума Народного собрания НРА. Играл значительную роль в формировании законодательства НРА/НСРА. Был сподвижником Энвера Ходжи и Мехмета Шеху, активным участником политических репрессий.

## Политический комиссар
Родился в зажиточной сельской семье. Учился во франкоязычном лицее Корчи, среди преподавателей был Энвер Ходжа. Продолжал образование во Францию, окончил юридический факультет Университета Гренобль Альпы. В 1942 Бильбиль Клоси вернулся в Албанию и примкнул к антифашистскому движению.
Бильбиль Клоси вступил в Коммунистическую партию Албании (КПА; с 1948 — Албанская партия труда, АПТ) во главе с Энвером Ходжей. Занимал командные посты в НОАА, был политкомиссаром бригады, затем дивизии. Служил вместе с Хюсни Капо, Шефкетом Печи, Рахманом Парлаку. Участвовал не только в боях с итальянскими и немецкими оккупантами, а также албанскими националистами Балли Комбетар, но и в бессудных расправах над невооружёнными противниками КПА.

## Военный юрист
После прихода КПА к власти Бильбиль Клоси поступил на службу в органы военной юстиции. В 1945—1951 полковник Клоси — председатель Высшего военного суда, секретарь МВД, заместитель генерального прокурора НРА. С 1945 по 1973 — депутат Народного собрания.
Бильбиль Клоси принимал активное участие в ходжаистских политических репрессиях. Его приговоры отличались жёсткостью, идеологической мотивацией и пропагандистскими формулировками. Клоси приговаривал к смертной казни или 20-30 годам заключения за членство в республиканском движении Балли Комбетар или монархическом Легалитети, за знакомство или переписку с Антоном Харапи, Мидхатом Фрашери или Абазом Купи, за «сотрудничество с оккупантами» без каких-либо конкретных доказательств, за «зогизм» или «угнетение народа». Известен случай, когда по приговору Клоси за связь с Легалитети получил 30 лет тюрьмы 75-летний крестьянин Осман Мема.
В марте 1945 Бильбиль Клоси был членом Специального суда, приговорившего к смертной казни и различным срокам заключения 59 представителей антикоммунистической оппозиции. Полностью поддерживая Энвера Ходжу, в 1948 Клоси принял деятельное участие в разгроме проюгославской группы Кочи Дзодзе. На процессе Дзодзе он выступал свидетелем обвинения. Клоси обвинял Дзодзе в многочисленных политических убийствах (хотя сам практиковал те же методы), говорил о незаконной конфискации у его семьи и национализации отары овец в сто голов (хотя идеологически, казалось, не должен был иметь против этого возражений).
В августе 1949 председатель Высшего военного суда Бильбиль Клоси, вместе с министром внутренних дел Мехметом Шеху и его заместителем Михалаком Зичишти, руководил репрессиями в Мирдите. После убийства подпольщиками-антикоммунистами местного партийного секретаря Бардока Бибы по приговорам Клоси были казнены 14 человек — ни один из которых не имел никакого отношения к убийству. Сотни людей подверглись арестам и депортациям. В своих отчётах Клоси подчёркивал, что все судебные решения выносились по согласованию с высшими партийными инстанциями и санкционировались лично Энвером Ходжей и Хюсни Капо.

## Министр юстиции
6 сентября 1951 Бильбиль Клоси был назначен министром юстиции в правительстве Ходжи. Сохранил пост после назначения премьер-министром Шеху. По должности состоял в ЦК АПТ. Клоси выступал за максимальное ужесточение карательного законодательства НРА. Общий курс определялся заявленной им установкой: политические статьи Уголовного кодекса НРА должны быть жёстче советских аналогов периода сталинских репрессий.
На годы министерства Бильбиля Клоси пришёлся ряд репрессивных кампаний, арестов, депортаций и показательных политических процессов. Минюст Клоси действовал в тесном контакте с МВД Мехмета Шеху и Кадри Хазбиу, Сигурими Михалака Зичишти и Реджепа Коли, Верховным судом и Генпрокуратурой Аранита Чели. Министр Клоси сыграл видную роль в формировании репрессивного законодательства. Широкую известность получили процессы подпольной группы BÇSAK (1953), внутрипартийной оппозиции на тиранской партконференции (1956—1957), просоветской группы Теме Сейко (1961), группы Фадиля Кокомани—Вангеля Лежо—Трифона Джагики (1963).
В 1968 министерство юстиции НРА было упразднено. Двумя годами ранее Бильбиль Клоси оставил министерский пост.

## Секретарь-законодатель
С сентября 1966 Бильбиль Клоси занимал должность секретаря президиума Народного собрания НРА. Являлся одним из ближайших помощников Хаджи Леши. Играл видную роль в законодательном процессе, участвовал в подготовке Конституции НСРА, принятой в 1976. Новый основной закон акцентировал руководящую роль АПТ, не включал прежних гарантий собственности и свободы совести, конституировал государственный характер марксизм-ленинизм и атеизм как государственную идеологию.
В 1973—1978 Бильбиль Клоси возглавлял издательский отдел Верховного суда НРА/НСРА. Скончался в возрасте 63 лет.

## Семья
Бильбиль Клоси был женат на Иоланде Клоси — дочери известного албанского учёного и писателя Александра Джувани. Сестра Иоланды Семирамис была замужем за секретарём ЦК АПТ Рамизом Алией, который в 1985 стал преемником Энвера Ходжи. Сын Бильбиля Клоси Ардиан был известен как писатель, переводчик, журналист и общественный деятель.